# 铁西工人村历史建筑群
铁西工人村，建于1952年，是曾经位于辽宁省沈阳市铁西区的工人居住聚集区。目前，其历史建筑群被列为辽宁省文物保护单位。

## 历史沿革
“一五”期间，沈阳市共计投资1200万元在铁西区建设了由143栋苏式建筑所构成的工人村。工人村的建设规划是中华人民共和国成立后沈阳市第一个完整的城市建设规划。建成后的铁西工人村总占地面积73万平方米、建筑面积40万平方米，是中华人民共和国首个大型工人生活区。工人村内基础设施配套齐全。建筑物之间留有绿化带、市民设施。铁西工人村的首住户多为大中型国有企业的干部、劳动模范、高级知识分子、高级技术工人等。原全国政协副主席叶选平在任职沈阳第一机床厂总工程师期间，也曾在此居住。
2013年，铁西工人村历史建筑群被列为第四批沈阳市文物保护单位。2014年10月17日，铁西工人村历史建筑群被列为第九批辽宁省文物保护单位